# Jämlitz-Hütte
Jämlitz-Hütte (auch als Glashütte Jämlitz bezeichnet; niedersorbisch Jemjelica-Huta) ist ein bewohnter Gemeindeteil in Jämlitz, einem Ortsteil der Gemeinde Jämlitz-Klein Düben im Landkreis Spree-Neiße in Brandenburg. Der Ort gehört dem Amt Döbern-Land an.

## Lage
Jämlitz-Hütte liegt in der Niederlausitz, etwa sechs Kilometer Luftlinie nordöstlich der Stadt Weißwasser. Die Grenze zum Freistaat Sachsen liegt unmittelbar westlich und südlich der Siedlung. Umliegende Ortschaften sind die bereits in Sachsen liegenden Ortschaften Köbeln im Nordosten, Bad Muskau im Osten, Krauschwitz im Südosten, Gablenz im Süden und Wossinka im Westen. Einziger in Brandenburg liegender Nachbarort ist Jämlitz.
Jämlitz-Hütte liegt an einem Abzweig der Bundesstraßen 115 und 156 zwischen Cottbus und Niesky, die an dieser Stelle auf einer Trasse verlaufen. Südwestlich an der Grenze zu Sachsen befindet sich der Jägerwiesengraben.

## Geschichte
Das Dorf Jämlitz-Hütte wurde im Jahr 1815 gegründet, als Fürst Hermann von Pückler-Muskau den Bau einer Glashütte in der Nähe des Dorfes Jämlitz veranlasste. Neben der Glashütte entstanden zudem Wohnhäuser für die Arbeiter der Glashütte, eine Hafenstube sowie im Jahr 1847 die unter Denkmalschutz stehende Schänke.
Laut der Topographisch-statistischen Übersicht des Regierungsbezirks Frankfurt a. d. O. aus dem Jahr 1844 war die Glashütte Jämlitz damals in die Kirchengemeinde Gablenz eingepfarrt. 1867 war das Rittergut, zu dem Jämlitz-Hütte damals gehörte, im Besitz des Prinzen Friedrich von Oranien-Nassau. 1895 hatte Jämlitz-Hütte 242 Einwohner.
Jämlitz-Hütte war nie eine eigenständige Gemeinde, sondern gehörte zunächst zum Gutsbezirk Jämlitz im Landkreis Sorau (Lausitz) im Regierungsbezirk Frankfurt der Provinz Brandenburg. Am 30. September 1928 wurden die Gutsbezirke aufgelöst und Jämlitz-Hütte kam zur Gemeinde Jämlitz. Nach dem Ende des Zweiten Weltkrieges wurde die Gemeinde Jämlitz aufgrund der grenzänderungsbedingten Auflösung des Landkreises Sorau in den Landkreis Spremberg (Lausitz) umgegliedert und Teil der Sowjetischen Besatzungszone sowie später der DDR. Bei der Kreisreform am 25. Juli 1952 kam das Dorf an den Kreis Forst im Bezirk Cottbus. Nach der Wende wurde der Kreis Forst in Landkreis Forst umbenannt und schließlich aufgelöst. Im Zuge der Kreisreform Brandenburg 1993 kam die Gemeinde Jämlitz mit ihren Ortsteilen in den Landkreis Spree-Neiße. Am 31. Dezember 2001 schloss sich die Gemeinde Jämlitz mit dem benachbarten Klein Düben zu der neuen Gemeinde Jämlitz-Klein Düben zusammen.

## Denkmale
Für Jämlitz-Hütte ist in der Denkmalliste des Landes Brandenburg ein Baudenkmal ausgewiesen.
- Das Gasthaus Jämlitz-Hütte wurde im Jahr 1847 als eingeschossiger Fachwerkbau unter Satteldach errichtet. 1996 erfolgte eine Sanierung und Erweiterung des Gebäudes.

## Nachweise
1. ↑  Die Gemeinde Jämlitz-Klein Düben. Ortsteil Jämlitz. Amt Döbern-Land, abgerufen am 9. August 2018.
2. ↑  Topographisch-statistische Übersicht des Regierungsbezirks Frankfurt a. d. O. 1844, S. 193 (bsb-muenchen.de).
3. ↑  Statistisches Bureau der Königlichen Regierung zu Frankfurt a. O.: Topographisch-statistisches Handbuch des Regierungs-Bezirks Frankfurt a. O. Verlag von Gustav Harnecker u. Co., Frankfurt a. d. O. 1867, Online bei Google Books, S. 232
4. ↑  Gemeindelexikon für das Königreich Preußen III Stadtkreis Berlin und Provinz Brandenburg 1898.
5. ↑  Jämlitz-Hütte im Geschichtlichen Ortsverzeichnis. Abgerufen am 9. August 2018.
6. ↑  Denkmalliste des Landes Brandenburg: Landkreis Spree-Neiße (PDF). Brandenburgisches Landesamt für Denkmalpflege und Archäologisches Landesmuseum, abgerufen am 9. August 2018